# Кон, Майк (бобслеист)
Майк Кон (англ. Mike Kohn; 26 мая 1972, Колумбия (Южная Каролина)) — американский бобслеист, выступающий за сборную США с 1990 года, участник шести Олимпиад. В составе мужской четвёрки выиграл бронзовую медаль на Зимних Олимпийских играх 2002 года. В 2010 году вместе со сборной был вызван на Олимпиаду в Ванкувер.
Выступая в смешанной команде по бобслею-скелетону, в 2007 году удостоился серебряной награды Чемпионата мира.
Кроме того, Кон служит в Армии США, состоит в пехоте и имеет звание сержанта. Родился в Колумбии (Южная Каролина), но позднее переехал жить в город Чантилли (Виргиния).
Его брат, Николас Кон, актёр Бродвейского театра, обладатель премии Тони за мюзикл «Avenue Q».